# Noam Leopold
Noam Leopold (* 17. Juli 2002 in Thun) ist ein Schweizer Handballspieler.

## Karriere

### Im Verein
Noam Leopold wechselte 2021 von Handball Stäfa zum amtierenden Schweizer Meister Pfadi Winterthur. 2024 wurde er als Topscorer der Saison ausgezeichnet. Im Sommer 2024 wechselte er nach Frankreich zu HBC Nantes.

### In Auswahlmannschaften
Im April 2022 gab er sein Debüt für die Schweizer Nationalmannschaft gegen Italien. Zwei Jahre später stand er im 35er Kader für die Europameisterschaft 2024, wo er jedoch kein Spiel absolvierte. Mit der Schweiz nahm er an der Weltmeisterschaft 2025 teil und belegte dort den 11. Platz.